# Chadašot
Chadašot (hebrejsky: חדשות, doslova Zprávy) byl hebrejský psaný deník vycházející v Izraeli v letech 1984–1993.
Založil ho Amos Schocken, syn známého novináře Geršoma Schockena z deníku Haaretz. Jeho cílem bylo zřídit večerní list, který by se mohl prosadit na mediálním trhu na úkor dominantních novin jako Jedi'ot achronot. První číslo vyšlo 4. března 1984. Deník proslul kvalitní intelektuální žurnalistikou. Od počátku byl tištěn barevně. V polovině 80. let bylo vydávání deníku zastaveno na čtyři dny nařízením vojenského cenzora, protože noviny zveřejnily dva arabské teroristy odváděné k výslechu tajnou službou, ačkoliv oficiální verze poskytnutá médiím byla, že tito muži zemřeli na utrpěná zranění. Šéfredaktorem byl Jo'el Esteron. Deník zanikl vydáním posledního čísla 29. listopadu 1993.